# オフトン
オフトン（Offton）はイギリス・イングランドの村、およびシヴィル・パリッシュ（行政教区）。行政区画ではイングランド東部地域サフォーク州中部サフォーク郡に属している。サフォーク州都イプスウィッチからは北西に直線距離で10キロメートルの場所に位置する。

## 概要
オフトン行政教区の面積は 6.3 平方キロメートル、2020年6月末の推計人口は 441 人。人口は増加傾向にあるものの、年齢層は高齢化が進んでいる。オフトン村のほかに、リトル・ブリセット（Little Bricett、現在は廃村）が含まれる。カウンシル（評議会）は北のウィリシャムと合同で運営されている。
オフトン村は農地に囲まれたのどかな田舎の集落で、ブリデストン・ロード（Bildeston Road）沿いに形成されている。集落内に商店や学校はない。9世紀以前に建造されたセント・メアリーズ教会（St Mary's Church）が中心地となっている。

## 名前の由来
オフトンは Offa's Homestead/Village またはOffa's Peoples Homestead/village （日本語訳例：オファの農場/村）に由来する。
この「オファ (Offa)」が何を指すのかは不明で、マーシア王国およびイースト・アングリア王国のオファ国王など諸説ある。なおオファはアングロ・サクソン人の一般的な男性のコグノーメン（家族名）である。
「トン (Ton)」はタウン（Town）という意味と、下記のOffton以前の綴りを含めた意味の2つをかけたものである（ダブル・ミーニング）。
- Offintone
- Offeton
- Offinton
- Offetuna
- Offanton（意味はオファの農場 (Offa's farm)）

## 歴史
1085年に作られた土地台帳のドゥームズデイ・ブックにオフトンの名前が記載されており、セント・メアリーズ教会とセント・ローレンス教会の2堂と、オフトン城とオフトン僧侶の邸宅があったと記録されている。当時の人口は27人（1086年）。このうちセント・ローレンス教会はリトル・ブリセットと呼ばれる集落にあったが、1503年にセント・メアリーズ教会に統合され廃止された。またリトル・ブリセットも1535年までにオフトンへ編入された。これらは現存しておらず、リトル・ブリセット一帯は農地となっている。セント・ローレンス教会は現在のトレマッシュホール付近にあったと考えられている。
1884年にネトルステッド、ウィリシャムが分離し、オフトン行政教区は小さくなった。

## ギャラリー

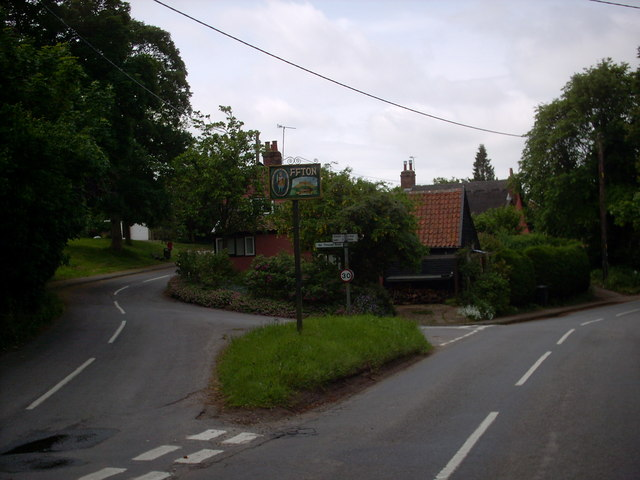
村の入り口
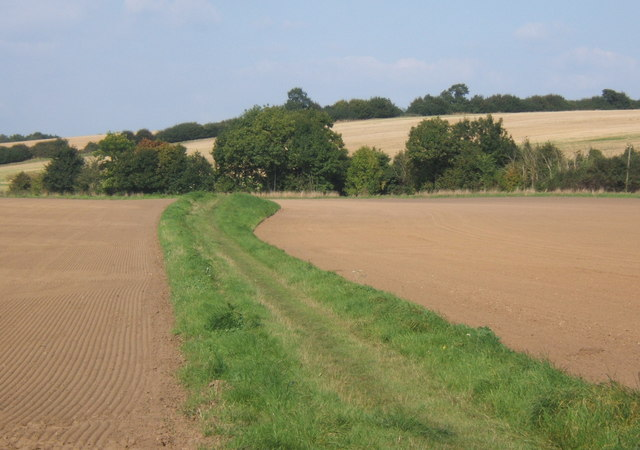
村の北にある農場
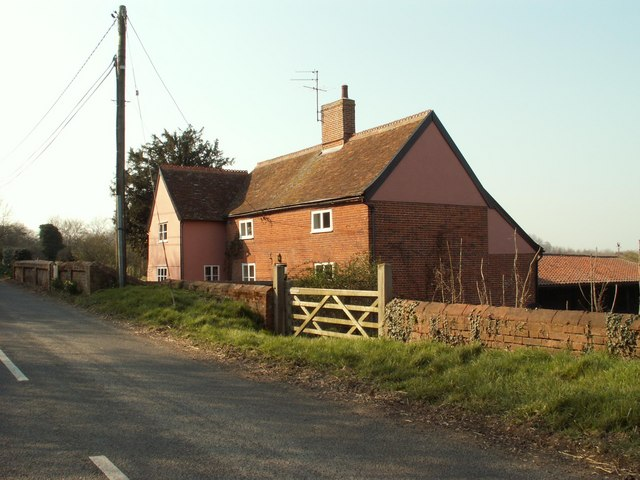
郊外の農場
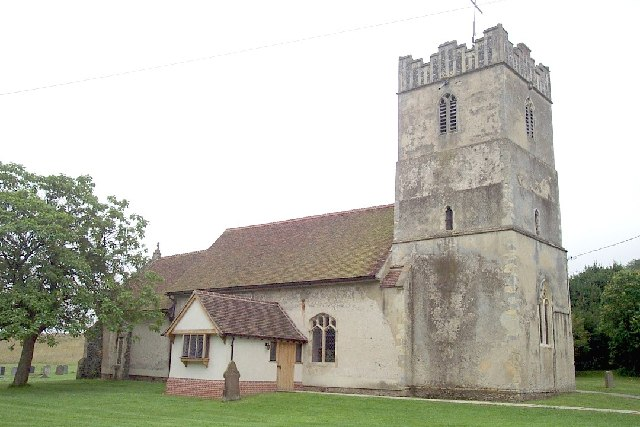
セント・メアリー教会
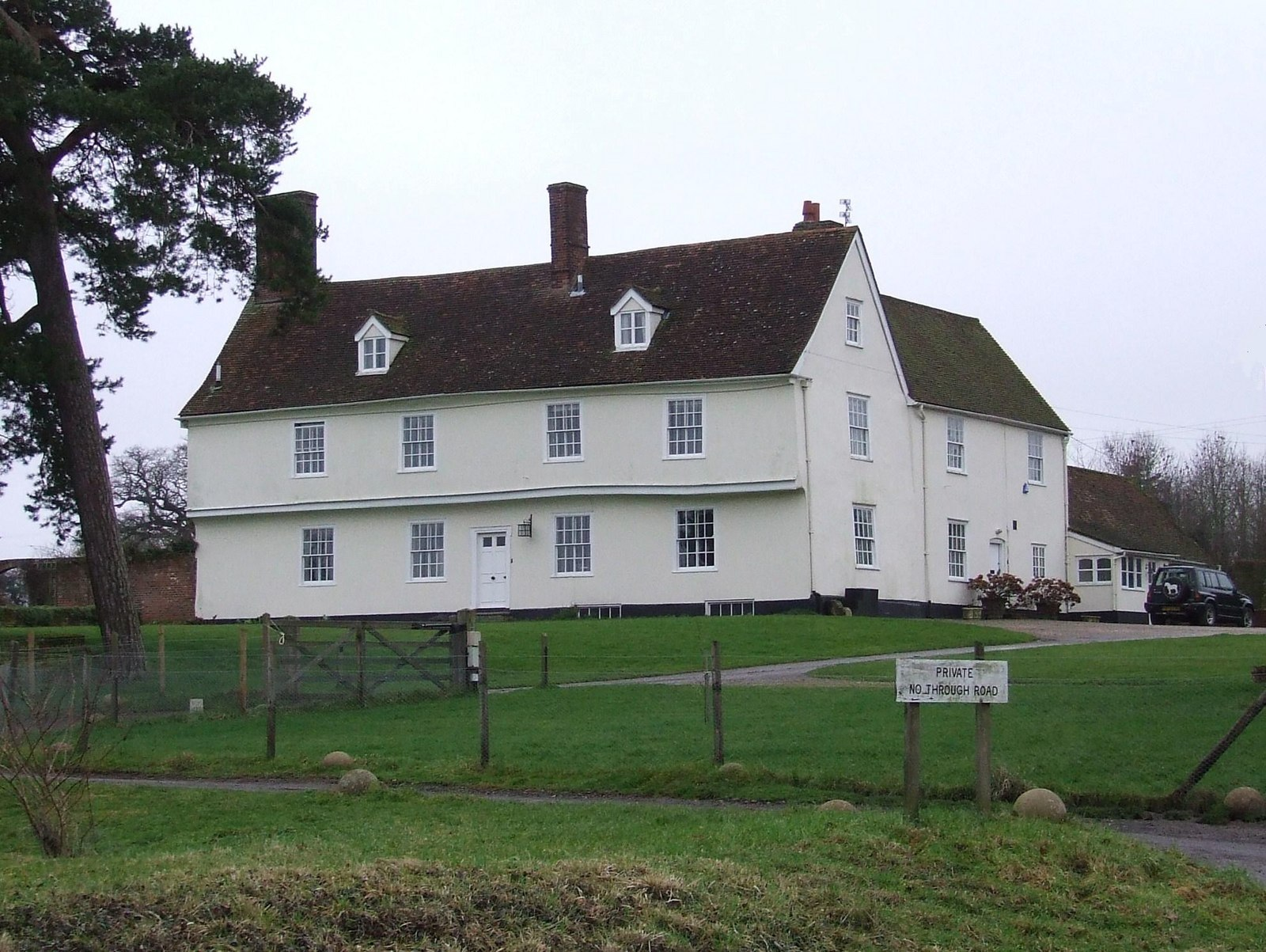
トレマッシュホール